# Equifax
Equifax Inc. (NYSE: EFX) er et amerikansk multinationalt kreditoplysningsbureau med hovedkvarter i Atlanta, Georgia. Equifax indsamler og udregner informationer fra 800 mio. forbrugere, og dataene benyttes af over 88 mio. virksomheder.
Equifax driver forretning i 24 lande og har 14.000 ansatte. Deres årsomsætning er på 5 mia. $.
Retail Credit Company blev etableret af Cator og Guy Woolford i Atlanta i 1899.